# Biches
Biches település Franciaországban, Nièvre megyében. Lakosainak száma 254 fő (2022. január 1.). Biches Alluy, Brinay, Fertrève, Limanton, Montigny-sur-Canne és Tintury községekkel határos.

## Népesség
A település népességének változása:
| Lakosok száma | 314  | 301  | 306  | 287  | 285  | 284  | 282  | 268  | 254  |
|               | 2013 | 2015 | 2016 | 2017 | 2018 | 2019 | 2020 | 2021 | 2022 |